# Черкасов, Валентин Петрович
Валентин Петрович Черкасов (1922—2005) — российский конструктор техники оборонного значения, лауреат Государственной премии СССР (1970).

## Биография
Родился в Москве 18 сентября 1922 года. В 1940 году окончил среднюю школу с золотой медалью, был призван в армию и направлен на учёбу на радиофакультет 1-го Московского военного училища связи. После досрочного выпуска (в связи с началом войны) служил радиомехаником в истребительном авиационном полку.
С 1943 по 1950 год учился сначала на подготовительном курсе, затем на факультете электроспецоборудования (радиофакультете) Военно-воздушной инженерной академии имени профессора Н. Е. Жуковского. После окончания академии (с отличием) некоторое время преподавал в Рижском военном училище.
В январе 1951 года был направлен в КБ-1 (будущее НПО «Алмаз»). Работал инженером, ведущим инженером, заместителем (с 1956), первым заместителем главного конструктора, начальником отдела.
Участвовал в разработке зенитных систем С-25, С-50, С-175, С-200.
В 1983 году в звании полковника уволен с военной службы по возрасту, после чего продолжил работу в НПО «Алмаз».
С 1996 года — на пенсии.
Умер 2 сентября 2005 года в Москве.

## Награды
Лауреат Государственной премии СССР (1970). Награждён орденами Ленина, Красной Звезды (дважды), Трудового Красного Знамени, медалями, в том числе «За победу над Германией».